# 佩科体育场
佩科体育场（英语：Paycor Stadium），原名保罗·布朗体育场（英语：Paul Brown Stadium），是俄亥俄州辛辛那提市的一座美式橄榄球室外体育场。它是NFL球队辛辛那提猛虎队的主场，于2000年8月19日正式启用。体育场占地约22英畝（8.9公頃），高157英尺（48），可容纳 65,515 人。体育场由猛虎队的创始人保罗·布朗的名字命名，目前由佩科公司赞助冠名。体育场绰号“丛林”（The Jungle）， 枪与玫瑰乐队的著名歌曲《欢迎来到丛林》（Welcome to the Jungle）之所以能成为猛虎队的非官方队歌，部分原因就是体育场的这个绰号。佩科体育场也是猛虎队的管理办公室以及训练场所在地。此外，佩科体育场还一度作为NCAAF球队辛辛那提熊狸的主场。

## 历史

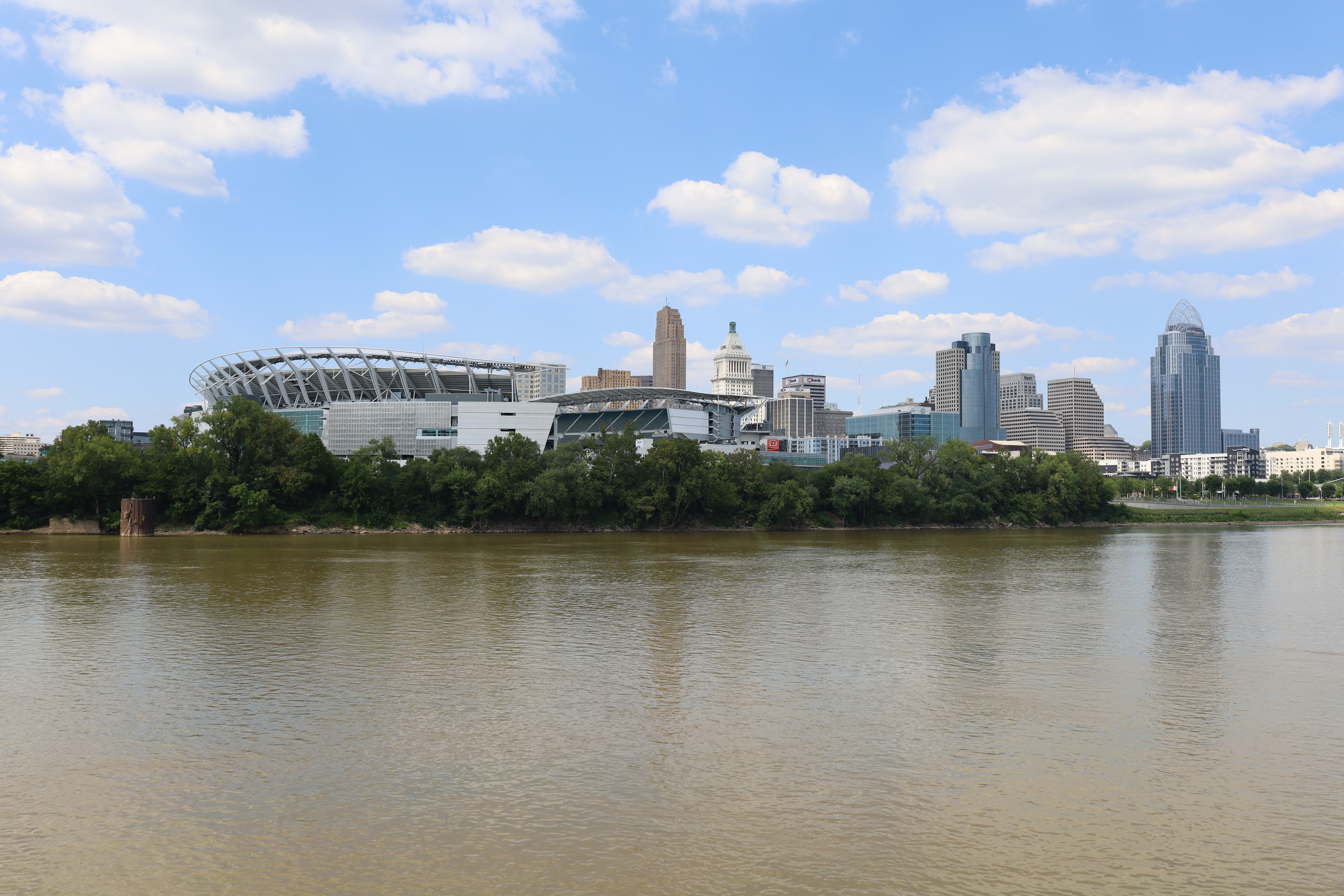
体育场远景（摄于2022年）

1996年，俄亥俄州汉密尔顿县通过了一项法案，将消费税的税率提高1.5%，从而为NFL球队辛辛那提猛虎和MLB球队辛辛那提红人的两座新主场的建设提供资金。此前，两支球队共同租用河滨体育场（后被称为辛纳吉球场），但球场设施陈旧，并且缺乏能够让小球会赖以生存的设施。1998年，作为辛纳吉球场替代品的保罗·布朗体育场破土动工，并在2000年NFL赛季前及时完工，于当年8月正式投入使用。之后的两年间，辛纳吉球场部分被拆除，仅保留了棒球相关的设施，直至2002年12月大美利坚棒球场建成投用，辛纳吉球场的剩余部分才被完全拆除。
在保罗·布朗体育场启用的前四年，球场一直使用草地早熟禾作为天然草坪，但后来出现了严重的维护问题，一度被评为NFL质量最差的球场之一。汉密尔顿县之后在2004年转而选择了由FiledTurf公司提供的人工草坪。之后，体育场管理者又分别在2012年和2018年对体育场草坪的品牌进行了升级。此外，球场的计分板和环形显示屏也在2014年进行了升级改造。
2022年8月9日，体育场与总部设立在辛辛那提的佩科公司（由美国企业家罗伯特·考夫林创立）签订了一项冠名协议，球场名称由“保罗·布朗体育场”更名为“佩科体育场”，这使得绿湾包装工的主场蓝波球场成为NFL所有球队中唯一一座以人名命名的球场。

## 建设

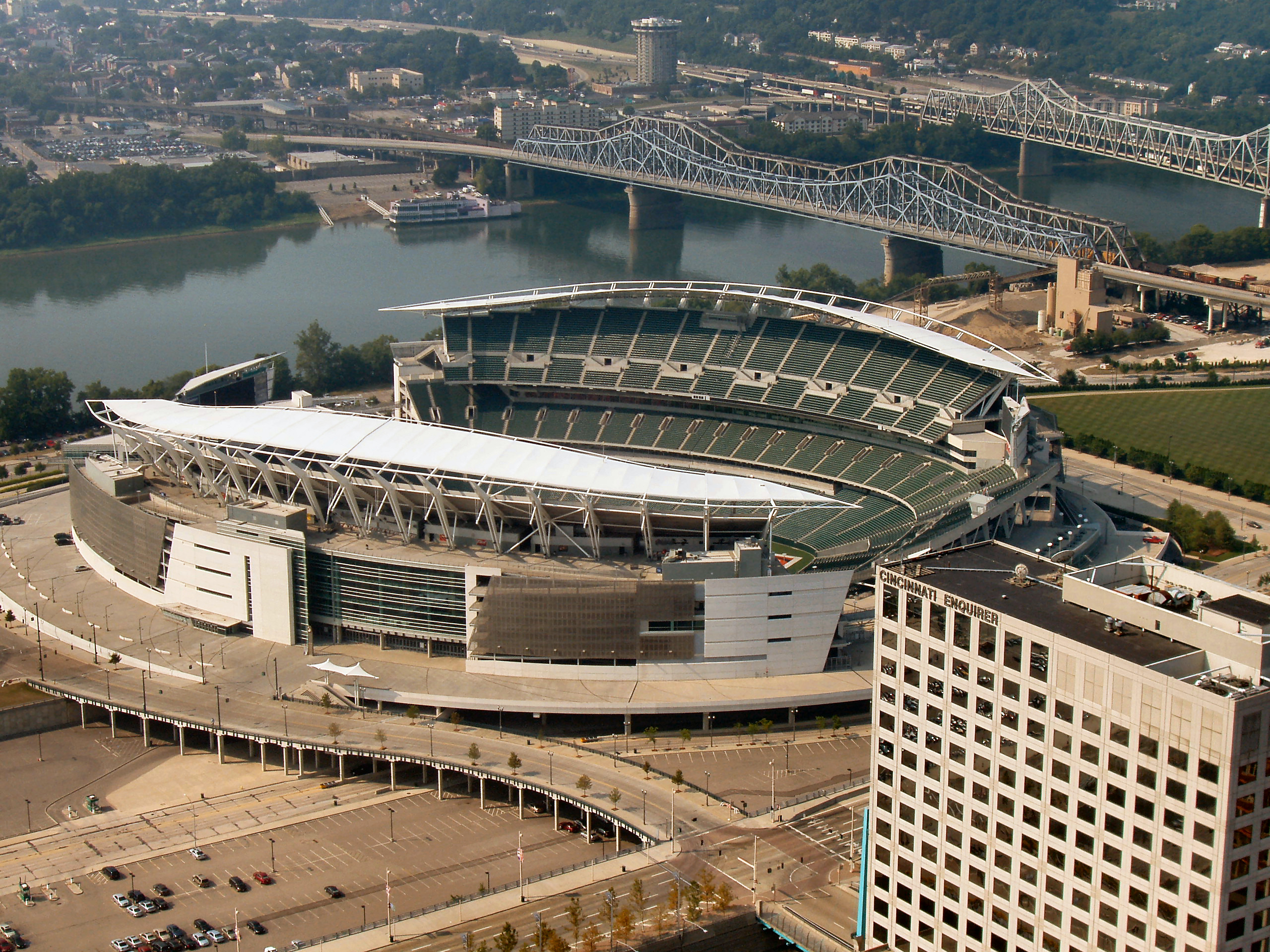
2005年的佩科体育场（时名保罗·布朗体育场）

佩科体育场由NBBJ建筑事务所操刀设计，主设计师是丹·梅斯。佩科体育场是NFL所有球场中第一个获得美国建筑师协会设计奖的场馆，也是仅有的两个获此殊荣的体育场馆之一。开放式的四角设计可以让人从场馆外瞥见内部的场景，而场内的观众也能够欣赏到市中心的城市天际线和横跨俄亥俄河的桥梁。
根据哈里斯民意调查所进行的一项调查，佩科体育场是唯一一座入选“美国人最喜爱的150座建筑物”的美式足球场。这份榜单涵盖了摩天大楼、博物馆、教堂、酒店、桥梁、国家纪念碑等各种大型建筑，佩科体育场排名101位。在所有的体育场馆中，只有瑞格利球场（排名31）和旧洋基体育场（排名84）比佩科体育场排名更高。